# Attio Tullio
Attio Tullio (... – Velletri, 487 a.C.) è stato un condottiero latino appartenente alla nobiltà di Anzio, che ospitò per primo Gneo Marcio Coriolano, esiliato da Roma.

## Biografia
Quando Gneo Marcio Coriolano scelse di recarsi in esilio nella città di Anzio, fu ospitato da Attio Tullio, eminente personalità tra i Volsci. I due, animati da forti sentimenti di rivincita nei confronti di Roma, iniziarono a tramare affinché tra i Volsci, più volte battuti in scontri campali dall'esercito romano, si sviluppassero nuovamente motivi di risentimento contro i romani, tali da far nascere in questi il desiderio di entrare in guerra contro il potente vicino.
(Plutarco, Vite parallele, 6. Gneo Marcio Coriolano e Alcibiade, XXVI, 1)
Quando i Volsci decisero per una nuova guerra contro Roma, il comando dell'esercito fu affidato a Coriolano e ad Attio. Inizialmente i due comandanti si risolsero a dividersi le forze, rivolgendosi Attio ai territori dei Latini, per impedire che portassero soccorso a Roma, e Coriolano a saccheggiare la campagna romana, evitando però di attaccare le proprietà dei Patrizi, così da fomentare la discordia tra Plebei e Patrizi. L'espediente ebbe successo, tanto da permettere ai due eserciti Volsci, di tornare nel proprio territorio, carichi di bottino, e senza aver subito alcun attacco dai romani.
Successivamente i due comandanti stabilirono che, mentre Attio proteggeva con il proprio esercito la città di Anzio, Coriolano avrebbe attaccato le colonie romane e le città alleate di Roma.
Dopo aver condotto vittoriosamente i Volsci contro tutte le città  di volta in volta attaccate, Coriolano decise di concludere la campagna contro Roma, convinto da una delegazione di matrone romane, tra le quali era presente anche la madre.
Attio, facendo leva sul risentimento dei Volsci, che si erano sentiti traditi dalla decisione di Coriolano, nella loro speranza di sconfiggere Roma, ordì una congiura che portò alla morte di Coriolano, mentre questo si trovava nel foro di Anzio, per difendere la propria decisione.
Attio morì nel 487 a.C., l'anno successivo a quello della morte di Coriolano, nella battaglia combattuta nel territorio di Velletri, contro i romani, quando era al comando di un esercito di Volsci, con cui progettava di ripercorrere le strategie di guerra di Coriolano.